# 모리야마촌 (나가사키현 미나미타카키군)
모리야마촌(守山村)은 나가사키현 미나미타카키군에 설치되었던 촌이다. 현재의 운젠시에 해당한다.